# Rorippa kurdica
Rorippa kurdica är en korsblommig växtart som först beskrevs av Pierre Edmond Boissier och Heinrich Carl Haussknecht, och fick sitt nu gällande namn av Ian Charleson Hedge. Rorippa kurdica ingår i släktet fränen, och familjen korsblommiga växter. Inga underarter finns listade i Catalogue of Life.